# Ingrid Cargin
Ingrid Dagny Kristina Cargin, född Magnusson 23 mars 1924 i Ed i Värmlands län, död 30 december 1994 i Essinge församling i Stockholm, var en svensk operasångerska och skådespelare.
Hon tog efternamnet Cargin när hon gifte sig den 25 mars 1953 med Ove Cargin.

## Filmografi
- 1946 – Driver dagg faller regn
- 1947 – Tösen från Stormyrtorpet
- 1955 – Finnskogens folk

## Teater

### Roller (ej komplett)
| År   | Roll                | Produktion                                                | Regi            | Teater              |
| ---- | ------------------- | --------------------------------------------------------- | --------------- | ------------------- |
| 1953 |                     | Saken är Oscar P.G. Wodehouse, Guy Bolton och Cole Porter | Georg Funkquist | Oscarsteatern       |
| 1955 | Christel, postiljon | Fågelhandlaren Carl Zeller, Moritz West och Ludwig Held   | Thure Carlman   | Fredriksdalsteatern |